# Tausūg (groupe ethnique)
Pour la langue, voir Tausug.
Les Tausūg ou Suluk sont un groupe ethnique des Philippines, de Malaisie et d'Indonésie. Les Tausūg font partie de l'identité politique plus large des musulmans de Mindanao, Sulu et Palawan. La plupart des Tausūg se sont convertis à l'Islam sunnite. Les Tausūg avaient à l'origine un État indépendant, connu sous le nom de Sultanat de Sulu, qui exerçait jadis sa souveraineté sur les provinces actuelles de Basilan, de Palawan, de Tawi-Tawi, de Zamboanga, de l'État malaisien de Sabah et le Kalimantan du Nord en Indonésie.

## Étymologie
Tausūg signifie « peuple du courant » à partir du mot tau qui signifie « homme » ou « peuple » et de sūg (parfois épelé sulug ou suluk) qui signifie « courants maritimes ». Le terme fait référence à la partie d'origine des Tausūgs, l'Archipel de Sulu. Sūg et suluk veulent tous les deux dire la même chose, le premier étant l'évolution phonétique du deuxième : le L disparaît et les deux U courts deviennent un U long. Les Tausūgs de Sabah se réfèrent à eux-mêmes sous le nom de Tausūg mais ils font référence à leur groupe ethnique sous le nom de Suluk, tel que le prouvent certains documents officiels comme les certificats de naissance à Sabah, écrit en malais.

## Histoire

### Période préislamique
Avant l'établissement du Sultanat, les Tausūgs vivent dans des communautés appelées des banwa. Chacune de ces banwa est dirigée par un panglima accompagné d'un chaman appelé mangungubat. Le panglima est généralement un homme choisi parmi la communauté pour son fort charisme politique et physique. Le chaman peut aussi bien être un homme qu'une femme, et est spécialisé dans la prise de contact avec le domaine spirituel. Les chamans sont également exempts de mariages traditionnels et peuvent avoir des relations intimes avec des personnes du même sexe, un trait commun à de nombreuses tribus de l'archipel des Philippines et du Bornéo du Nord à l'époque préislamique et pré-chrétienne. Chaque banwa est considéré comme un État indépendant, au même titre que les villes-États de certaines autres régions asiatiques. Les Tausūgs pendant cette période entretiennent des relations commerciales avec les banwa Tausūgs voisins, les Yakans du Basilan, et les Bajaus nomades.
Dans son ouvrage de 1994, William Henry Scott mentionne les origines des Tausūgs comme étant les descendants des anciens Butuanons et Surigaonons du Royaume de Butuan qui ont établi un port de commerce d'épices préislamique à Sulu. Le Sultan Batarah Shah Tengah, qui dirige le Sultanat de Sulu en 1600, est souvent désigné comme étant un Butuanon. Les origines butuanon-suriganon des Tausūgs justifient les proximités entre leurs langues et les trois ethnies ont récemment été regroupées dans la sous-famille des Bisayas.

### Sultanat

Le drapeau du Sultanat de Sulu à la fin du XIX.

L'Histoire de Sulu débute avec Karimul Makhdum, un missionnaire musulman, qui arrive à Sulu en 1380. Il y introduit la foi Islamique et s'établit à Tubig Indanga à Simunul jusqu'à sa mort. Les piliers de la mosquée qu'il a construite à Tubig Indangan, sont toujours debout. En 1390, Rajah Baguinda débarque à Buansa et prolonge l'œuvre missionnaire de Makhdum. L'aventurier arabe né à Johor, Sharif ul-Hāshim, arrive en 1450 et se marie avec la fille de Baguinda, Dayang-dayang Paramisuli. Après la mort de Baguinda, Sharif ul-Hāshim devient Sultan et met en place le sultanat comme système politique officiel, le Sultanat de Sulu. Des districts politiques sont créés à Parang, Pansul, Latih, Gi'tung et Luuk, chacun dirigé par un panglima. Après la mort du Sultan, le sultanat est déjà bien établi à Sulu. Avant l'arrivée des Espagnols, les groupes ethniques de Sulu, les Tausug, les Samal, les Yakan et les Bajau, sont unis sous le Sultanat de Sulu, considéré comme le système politique le plus centralisé des Philippines. Sous le nom de conflit hispano-moro ces batailles sont menées par intermittence entre 1578 et 1898, entre le gouvernement colonial espagnol et les peuples Moro du Mindanao et de Sulu.
En 1578, une expédition envoyée par le gouverneur Francisco de Sande et dirigée par le capitaine Rodriguez de Figueroa marque le début de la guerre de 300 ans entre les Moros, les Tausūg et les autorités espagnoles. En 1579, le gouvernement espagnol accorde à de Figueroa le droit exclusif de coloniser Mindanao. En représailles, les Moro attaquent les villes de Panay, Negros et de Cebu car ils savent que les Espagnols possèdent des fantassins dans ces régions. Ceux-ci sont repoussés par les forces espagnoles et visayennes. Au début du XVIIe siècle, la plus grande alliance composée de groupes Maranao, Maguindanao, Tausūg et d'autres groupes Moro et Lumad, est formée par le sultan Dipatuan Kudarat ou par Cachil Corralat de Maguindanao, dont le domaine s'étend du golfe de Davao à Dapitan sur la péninsule Zamboanga. Plusieurs expéditions envoyées par les autorités espagnoles échouent. En 1635, le capitaine Juan de Chaves occupe Zamboanga et y érige un fort. En 1637, le gouverneur Hurtado de Corcuera dirige personnellement une expédition contre le sultan Kudarat et triomphe temporairement de ses forces à Lamitan et sur la baie d'Illana. Le 1er janvier 1638, de Corcuera, avec 80 navires et 2 000 soldats, bat les Tausūg et occupe Jolo, principalement à l'intérieur des Cottas capturées. Un traité de paix est signé. Toutefois la victoire ne permet pas à la souveraineté espagnole d'être établie sur Sulu, les Tausūg ayant abrogé le traité dès le départ des Espagnols en 1646. En 1705, le Sultanat de Sulu offre son règne sur le sud de Palawan à l'Espagne et sur Basilan en 1762. Dans le dernier quart du XIXe siècle, les Moros du Sultanat de Sulu, reconnaissent officiellement la souveraineté espagnole, mais ces zones ne demeurent que partiellement contrôlées par les Espagnols, car leur gouvernance se limite aux postes et garnisons militaires et à quelques colonies civiles de Zamboanga et Cotabato, jusqu'à ce qu'ils doivent abandonner la région à la suite de leur défaire dans la guerre hispano-américaine.
En 1737, le sultan Alimud Din I, pour des intérêts personnels, conclu un traité de paix « permanent » avec le gouverneur général Fernando Valdés y Tamon et en 1746, ils se lient d'amitié avec les jésuites envoyés à Jolo par le roi Philippe.

## Culture
- Pangalay